# Kozcağız, İslahiye
Koçcağız là một xã thuộc huyện İslahiye, tỉnh Gaziantep, Thổ Nhĩ Kỳ. Dân số thời điểm năm 2011 là 134 người.